# غيلاسة
غيلاسة هي بلدة وبلدية في ولاية برج بوعريريج في الجزائر.بلغ عدد سكانها 10959 نسمة حسب تعداد عام 1998.